# Brunia paleacea
Brunia paleacea är en tvåhjärtbladig växtart som beskrevs av Berg. Brunia paleacea ingår i släktet Brunia och familjen Bruniaceae. Inga underarter finns listade.